# Minty
Minty (niem. Minten) – wieś w Polsce położona w województwie warmińsko-mazurskim, w powiecie bartoszyckim, w gminie Bartoszyce. W latach 1975–1998 miejscowość administracyjnie należała do województwa olsztyńskiego.
Przez miejscowość przepływa rzeka Pisa Północna, dopływ Łyny.

## Historia
Wieś lokowana w 1330 r. na prawie chełmińskim. W XVIII wieku była to wieś królewska. 
W latach 1945–46 we wsi osiadła ludność napływowa z różnych części kraju. W tym okresie wieś była siedzibą Nadleśnictwa Bartoszyce (pierwszym nadleśniczym był Paweł Stadnicki, w nadleśnictwie pracowali także: Paweł Łukaszewicz, Jan Jodko, Stanisław Tarnowski). W 1978 r. we wsi funkcjonowały 73 indywidualne gospodarstwa rolnicze, uprawiając 646 ha ziemi. W tym czasie we wsi było leśnictwo, filialna szkoła podstawowa, punkt biblioteczny, przedsiębiorstwo remontowo-budowlane. W 1983 r. we wsi mieszkały 404 osoby i znajdowało się tu 63 domów, w spisie powszechnym ujęte były razem z przysiółkiem Brzostkowo oraz wsią Szwaruny.